# Alantsilodendron
Alantsilodendron, rod mahunarki smješten u tribus Mimoseae. Sastoji se od 9 vrsta grmova ili manjeg drveća s otoka Madagaskara.

## Vrste
1. Alantsilodendron alluaudianum (R.Vig.) Villiers
2. Alantsilodendron brevipes (R.Vig.) Villiers
3. Alantsilodendron decaryanum (R.Vig.) Villiers
4. Alantsilodendron glomeratum Villiers
5. Alantsilodendron humbertii (R.Vig.) Villiers
6. Alantsilodendron mahafalense (R.Vig.) Villiers
7. Alantsilodendron pilosum Villiers
8. Alantsilodendron ramosum Villiers
9. Alantsilodendron villosum (R.Vig.) Villiers, tipična vrsta